# Népi Kollégiumok Országos Szövetsége
A Népi Kollégiumok Országos Szövetsége (NÉKOSZ) a népi kollégiumi mozgalmat összefogó baloldali politikai szervezet volt a 20. század Magyarországában. 1946. július 16-án jött létre, 1949. július 10-én oszlatták fel, illetve olvasztották bele az állami diákotthoni rendszerbe.

## Története
Sok szakértő szerint a magyar népi kollégiumi mozgalom egyike volt a 20. század legsikeresebb pedagógiai kísérleteinek.

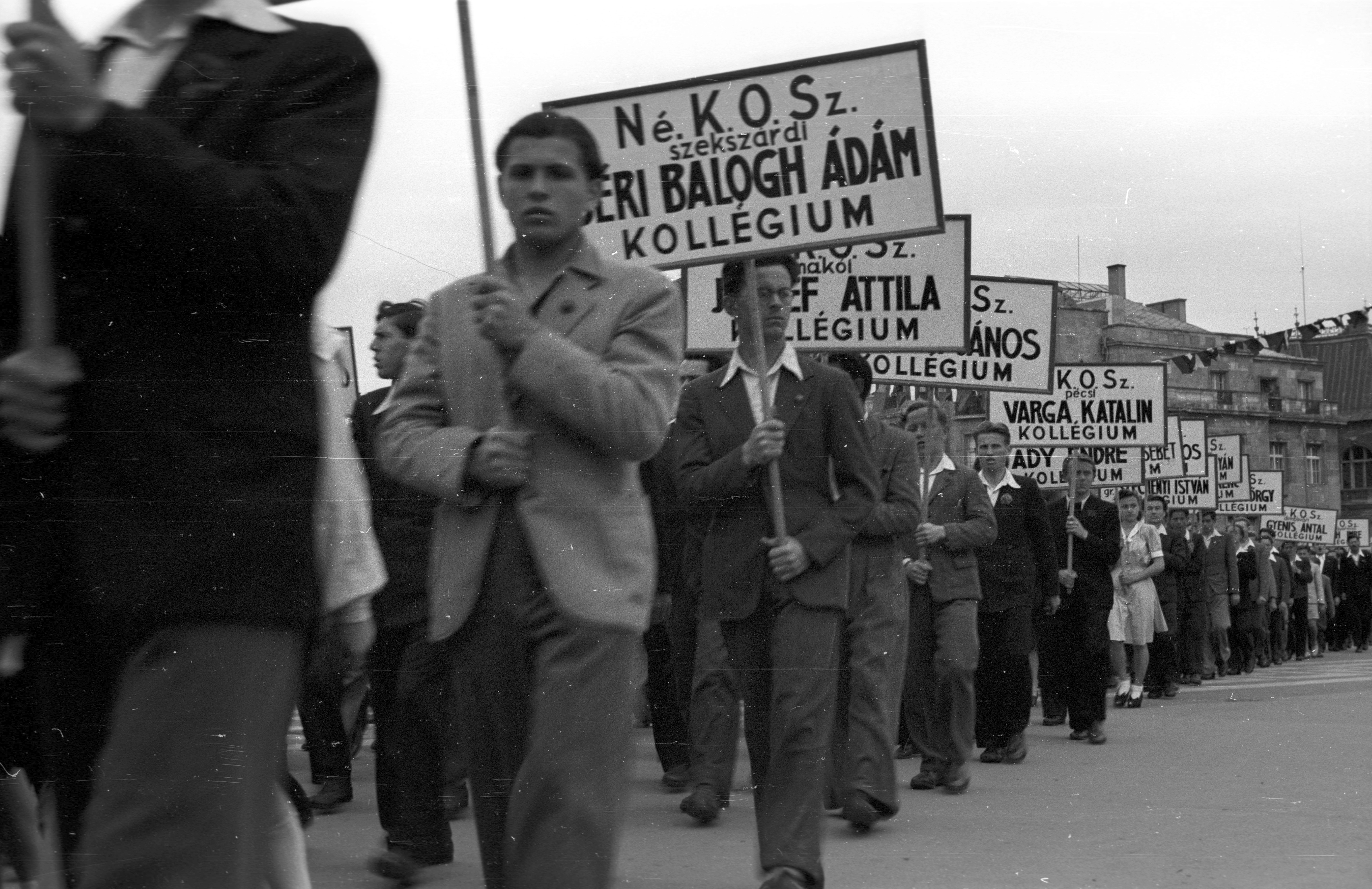
NÉKOSZ kollégiumok képviselőinek felvonulói 1947. május elsején a budapesti Hősök terén

A népi kollégiumi eszme az 1930-as években született meg a népi írók, falukutatók által feltárt szörnyű viszonyok hatására. A bentlakásos internátus létesítésével meg akarták teremteni a tanulás, az értelmiségivé válás esélyét a szegény sorsú, többnyire paraszti származású gyerekeknek. „Ez azért lenne jó, gondolta többek között Darvas József, Németh László vagy Veres Péter, mert így el lehetne kerülni, hogy a parasztgyerekek a fővárosba kerülve beolvadjanak az ottani középosztályba, megtagadva népi gyökereiket.” Az első népi kollégium 1939-ben alakult meg, Bolyai Kollégium néven (1942-től Györffy Kollégium a néprajzkutató Györffy István után).
A háborút követően két népi kollégium működött: az újjáalakult Györffy Kollégium és a történészhallgatókat tömörítő Petőfi Sándor Kollégium. Ezek alapították 1946 júliusában a NÉKOSZ-t (Népi Kollégiumok Országos Szövetsége). A népi kollégiumi mozgalom 1946. július 9-én indult. 
1948-ra a 158 népi kollégium behálózza az egész országot, s körülbelül 9500 középiskolás és egyetemista számára nyújt életre szóló szakmai és közösségi tapasztalatot. Kialakul a kollégiumok sajátos rituáléja, megvannak a dalaik, mozgalmi és pedagógiai hagyományaik. Az egész korszakot jellemzi a Sej, a mi lobogónkat című NÉKOSZ-indulóból elhíresült szóösszetétel: »Fényes szelek«. Ilyen többé-kevésbé autonóm, nemzeti kötődésű kollégiumi rendszer sehol máshol nem alakult ki a szovjet blokkban. 1948 a csúcspont és az élethalál harc kezdete.
A népi kollégista fiatalok radikális forradalmi hangulattól fűtve számos esetben maguk foglaltak el épületeket kollégiumi céljaikra, nem egy esetben magántulajdonban lévő villákat is, tulajdonosaikat elkergetve. Tulajdonképpen balra álltak a Rákosi Mátyás vezette akkori Magyar Kommunista Párt irányvonalától. A mozgalomban benne rejtőzött egy hazai, a moszkvai utasításoktól független kommunista út lehetősége. Vezetői az MKP ifjúsági titkárától, a MADISZ fő támogatójától, Farkas Mihálytól függetlenül tevékenykedtek. A NÉKOSZ-t elsősorban a Nemzeti Parasztpárt és a Magyar Kommunista Párt egyes politikusai, köztük Rajk László belügyminiszter támogatta, aki a közigazgatási és belügyi apparátust is fölhasználta e célból.
A mozgalom rövid virágzás után az évtized végére be is fejeződött. Bukásához hozzájárult erős parasztpárti kötődése és a MADISZ-szal való rivalizálása is. A NÉKOSZ ellen az első komoly politikai támadás 1948 tavaszán indult, és egyre erősödő hullámokban folyt egészen a népi kollégiumokat elítélő párthatározatig, amikor az MDP Politikai Bizottsága elfogadta a NÉKOSZ-t megbélyegző határozatot. A határozatban komoly vádak kerültek megfogalmazásra a NÉKOSZ ellen: pártellenesség, narodnyik vonások, liberalizmus, elzárkózás a párt vezetése alatt dolgozó ifjúsági mozgalmaktól.
Mi kitaszítjuk sorainkból a szexuális kicsapongás képviselőit, s elítéljük, mert elvonja a fiatalságot a munkától, közömbössé teszi társadalmi kötelességük Iránt, a komoly életfeladatok elhanyagolásához vezet és a nő emberi méltóságának megsértésére. Ez úri polgári magatartás, amelvhez nincs közünk. Nincs helyük az ifjúság neveiésében azoknak, akik ilyen példát mutattak.
A végső csapást Rajk László és társainak letartóztatása jelentette (1949. május). 1949. július 10-ére, a NÉKOSZ megalakulásának harmadik évfordulójára összehívták a szövetség III. kongresszusát, ahol Horváth Márton, az MDP Politikai Bizottságának póttagja bejelentette a szervezet föloszlatását.
1956 októberében az agrárpolitikát, ha csak néhány napig is, volt népi kollégisták irányították. A NÉKOSZ egykori elnöke, Gyenes Antal töltötte be az október 26-án alakult Nagy Imre kormányban a begyűjtési miniszteri posztot. Ő hivatalát felszámolva eltörölte a begyűjtést. Népi kollégisták álltak a Földművelésügyi Minisztérium és a Szövetkezeti Központ forradalmi bizottságainak élén. Igen jelentős volt az egykori népi kollégisták kezdeményezése a Magyar Értelmiségiek Forradalmi bizottsága létrehozásában.
A mozgalom hatása sok évtizedig érezhető volt a magyar közéletben, mivel rengeteg tekintélyes értelmiségi került ki az egykori kollégisták közül.

## Alapelvek
A módszertani irányítást végző „központi tanárok” tisztségére az adott időszak legjobb szakembereit kérték fel. (Például Mérei Ferenc, Hegedüs Géza stb.)
A fiatal tanárok és ifjúsági vezetők, akik Makarenko pedagógiájának propagandistái voltak 1946–1949 között, később Makarenko pedagógiájának jól ismert kutatói lettek. (Például Pataki Ferenc, Szokolszky István, Pápa Ilona, Orosz Lajos, Kardos László stb.) Melyek voltak Makarenko és a NÉKOSZ pedagógiájának közös jellemzői?
1. A közösség, mint a személyiség fejlesztésének eszköze.
2. Autonómia és öntevékenység. A személy autonómiája a közösségben és a kollégium autonómiája a külső társadalomban.
3. Önkormányzat: választott vezetők döntési jogokkal.
4. A primer közösségek (szövetkezetek) és a nagy közösség (a kollégium közgyűlés) összefüggő rendszere.
5. Az ifjúsági aktivisták különleges szerepe.
6. Együttműködés a külső társadalommal, különösen a haladó ifjúsági mozgalmakkal
7. Közös munka – fizikai munka is – a kollégium létfeltételeinek biztosítására. (Önkiszolgálás, mezőgazdasági, kertészeti munka, a romos kollégiumi épületek felújítása stb.)

Kardos László, a NÉKOSZ főtitkára 1948. március 15-én Kossuth-díjat kapott a népi kollégiumok pedagógiájáért.

## A művészetben
- A NÉKOSZ induló, MP3 zene  – „Sej, a mi lobogónkat…”
- Fényes szelek, színes magyar filmdráma, 78 perc, 1968 (rend.: Jancsó Miklós)
- A NÉKOSZ-legenda, dokumentumfilm,[3] 2005 (rend.: Pataki Éva)
- Egy festmény a legendás idők emlékére[14]
- Tegnapelőtt, színes magyar filmdráma, 1982 (rend. Bacsó Péter)